# LysKOM
LysKOM är ett KOM-baserat konferenssystem (en variant av Bulletin board system, BBS) utvecklat vid föreningen Lysator vid Linköpings universitet och Linköpings tekniska högskola. LysKOM skapades i början av  1990-talet inom Lysator som en ersättning för den instans av Svenska KOM som användes vid Linköpings universitet. Den vanligaste klienten för LysKOM är elispklienten, som körs i editorn Emacs, men det finns även bland annat en webbklient för LysKOM. LysKOM-protokollet använder TCP-port 4894.

## LysKOM-installationer
- LysKOM (kom.lysator.liu.se) hos Lysator i Linköping.
- Roxen Community KOM (community.roxen.com) hos Roxen i Linköping. (Intern för företaget.)
- UppKOM (kom.dfupdate.se (tidigare: kom.update.uu.se)) hos Update i Uppsala.
- LysKOM (ej tillgänglig utifrån) installerad på ABC-klubben i Alvik, Stockholm.
- SnoppKOM (city.dll.nu).

## Tidigare LysKOM-installationer, numera nedlagda eller inte fungerande
- CD-KOM (kom.cd.chalmers.se) hos Chalmers Datorförening i Göteborg.
- MdS-KOM (kom.mds.mdh.se) hos Mälardalens Studentkår i Eskilstuna.
- RydKOM (kom.hem.liu.se) i Ryd i Linköping.
- TokKOM (kom.stacken.kth.se) hos Stacken i Stockholm.
- DSKOM (kom.ds.hj.se) hos DatorSektionen i Jönköping.
- LysCOM, LysKOM på engelska (com.lysator.liu.se) hos Lysator i Linköping.
- MysKOM (myskom.kfib.org).
- HesaKOM (com.helsinki.fi) hos Helsingfors universitet i Helsingfors.
- LuddKOM (kom.ludd.ltu.se) hos Ludd vid Luleå tekniska universitet.

## LysKOM-klienter
- androkom på Android (främst telefoner)
- Weblatte via webbsida
- lyskom.el för att använda LysKOM i Emacs
- SharpKOM .NET-baserad klient för Windows och för Mono
- WinKOM klient för Windows 95/NT.
- jskom webbklient.